# 弥右衛門
弥右衛門（やえもん）は、日本人の男性名のひとつ。孫を表す「弥」の字を右衛門府の四等官を除いた右衛門と合わせたもので、明治時代以前男性の通称名として多く用いられた。

## 備考
類似の通称名として弥一右衛門（やいちえもん）、弥次右衛門（やじえもん）、弥三右衛門（やぞうえもん）、弥七右衛門（やしちえもん）などがある。

## 弥右衛門を称した人物
- 木下弥右衛門 - 豊臣秀吉の父。
- 中村弥右衛門 - 江戸時代前期の官吏中村吉照・中村吉繁父子の通称。
- 吉田弥右衛門 - 川越地方で初めて甘藷の栽培に成功した人物。「川越いも」の作出者。
- 東山の弥右衛門 - 紙漉き職人。名塩紙の創始者。
- 南弥右衛門 - 明治時代のハワイ移民、カリフォルニア州移民。アメリカで農場を営み大成功を収め、「レタス王」と呼ばれた。
- 富阪弥右衛門 - 太平洋戦争末期の日本海軍の将校。海軍少尉。特攻隊員。宇佐航空隊、大阪予備13期。1945年4月6日出撃。99式艦爆に偵察員として搭乗。
- 石田弥右衛門恒也 - 江戸時代、酒井雅楽頭家家臣。1605年慶長10年丹波で生まれ、1628年寛永5年11月前橋藩酒井家に仕え俸禄150石を賜り、その後追々加恩にて500石に及ぶ。1671年寛文10年3月27日66歳の時に酒井家江戸上屋敷中庭にて仙台藩の伊達安芸ならびに原田甲斐等が殺害された伊達騒動・寛文事件に関与、その際に「左之方、目之わき(頭に1ヵ所)手負申候」との記録がある(大槻文彦『伊達騒動実録 下巻(坤ノ巻)』名著出版, 1970、p983、p985、p987)。1688年負亨5年84歳で没す。